# Pico Verde (Povoação)
O Pico Verde é uma elevação portuguesa localizada no concelho da Povoação, ilha de São Miguel, arquipélago dos Açores.
Este acidente geológico tem o seu ponto mais elevado a 931 metros de altitude acima do nível do mar. Encontra-se nas proximidades da Serra da Tronqueira e do Pico da Vara. Nos seus contrafortes nasce um dos afluentes da Ribeira do Guilherme, ribeira, esta também conhecida como Ribeira dos Moinhos.